# 서울 흥천사 명부전
흥천사 명부전(興天寺 冥府殿)은 대한민국 서울특별시에 소재한 사찰 흥천사 경내에 위치한 전각이다.

## 개요
불교에서 지옥에서 고통받는 중생을 구제한다고 알려진 지장보살을 모신 전각으로 철종 6년(1855년)에 순기가 세웠으며, 고종 31년에 중수되었다. 1985년 12월 5일 서울특별시의 유형문화재 제67호로 지정되었다.
흥천사 극락보전을 바라보고 오른쪽에 있는 이 건물은 정면 3칸·측면 2칸 규모의 단층 목조건물로서 좌우에 풍판을 달았으며, 지붕 옆면이 사람 인자 모양인 맞배지붕집이다. 공포는 외일출목, 내이출목으로 주두 위에 앙설 두 개를 놓은 익공계 공포로서 기둥 사이의 도리 밑에는 운공을 2구씩 받쳐 놓았다. 내부에는 살미첨차가 판형으로 운봉을 조각하였다. 기둥 위에는 밖으로 용머리를 모양 있게 장식하였고, 안으로 용꼬리를 새겨 놓아 건물의 격을 높이고 있다.
건물 안에는 지장보살상을 중심으로 무독귀왕 · 도명존자 · 시왕 · 판관 · 인왕상 등이 모셔져 있으며, 그 뒷면 벽에는 지장보살의 모습이 담긴 불화와 시왕을 그린 불화가 걸려 있다.

## 갤러리

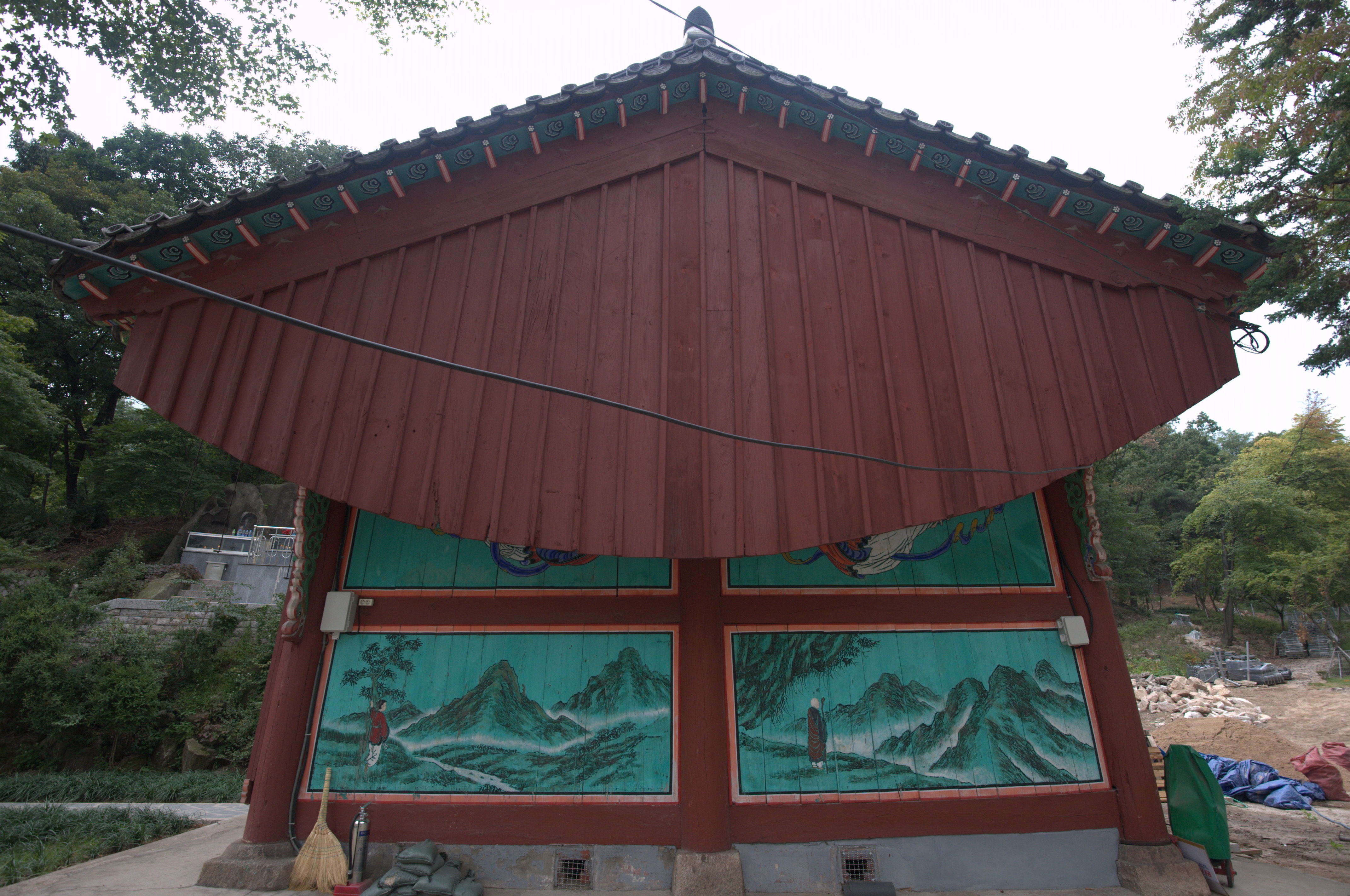
명부전 우측면
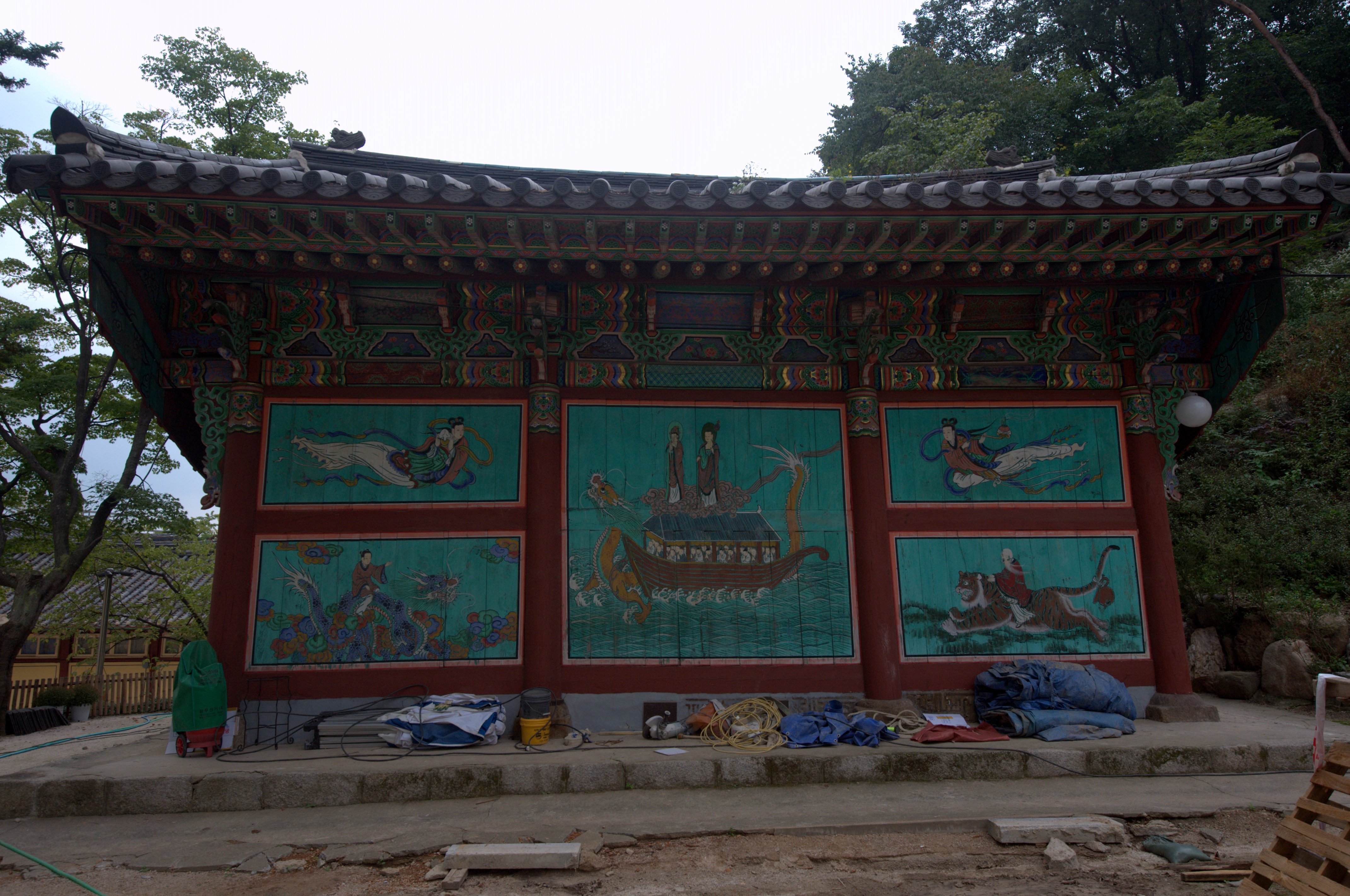
명부전 후면부

## 같이 보기
- 서울 흥천사
- 흥천사 극락보전

## 참고자료
- 서울 흥천사 명부전 - 국가유산청 국가유산포털

 본 문서에는 서울특별시에서 지식공유 프로젝트를 통해 퍼블릭 도메인으로 공개한 저작물을 기초로 작성된 내용이 포함되어 있습니다.